# Lagoa da Canoa
Lagoa da Canoa is een gemeente in de Braziliaanse deelstaat Alagoas. De gemeente telt 18.196 inwoners (schatting 2009).
De gemeente grenst aan Arapiraca, Campo Grande, Craíbas, Feira Grande en Girau do Ponciano.

## Geboren
- Hermeto Pascoal (1936), componist en muzikant